# Marisa Casanueva
Marisa Casanueva Cabrero (Manresa, 4 de febrer de 1981) és una corredora de fons catalana.Va participar en la Marató femenina, en el Campionat del Món d'Atletisme 2017.

## Palmarès
| Any                  | Competició                 | Lloc                 | Posició              | Prova                | Temps                |
| Representant Espanya | Representant Espanya       | Representant Espanya | Representant Espanya | Representant Espanya | Representant Espanya |
| -------------------- | -------------------------- | -------------------- | -------------------- | -------------------- | -------------------- |
| 2016                 | Marató de Barcelona        | Barcelona            | 4a                   | 42.195 m             | 2:34.57              |
| 2019                 | Cursa Bombers de Barcelona | Barcelona            | 1a                   | 10.000 m             | 34:17                |